# Antonio Pérez Mendoza
Antonio Pérez Mendoza   (Guadalajara, 20 de març de 1986) és un pilot mexicà d'automòbils de producció, ja retirat. Va competir per última vegada a la NASCAR Mexico Series, amb el Toyota número 1 per Jimmy Morales. És el campió de la NASCAR Corona Series 2008.

## Carrera
Pérez va començar a competir sempre a la Corona Series el 2006, guanyant els honors de Novell de l'Any. L'any següent, va guanyar la seva primera carrera a l'Autòdromo de Monterrey. El 2008, va guanyar el campionat de sèrie.
L'any 2007, Pérez va fer el seu debut a la Sèrie Busch a la Telcel-Motorola Mexico 200 a l'Autódromo Hermanos Rodríguez, conduint el Telmex Dodge número 68. Després de classificar-se 40è, va acabar 42è per patir un problema de transmissió a la segona volta. Pérez va tornar a la sèrie, després canviada com a Sèrie Nacional, al 2008 per a la ronda de Ciutat de Mèxic, conduint el Dodge número 86 amb el patrocini del club de futbol d'associació CD Guadalajara.

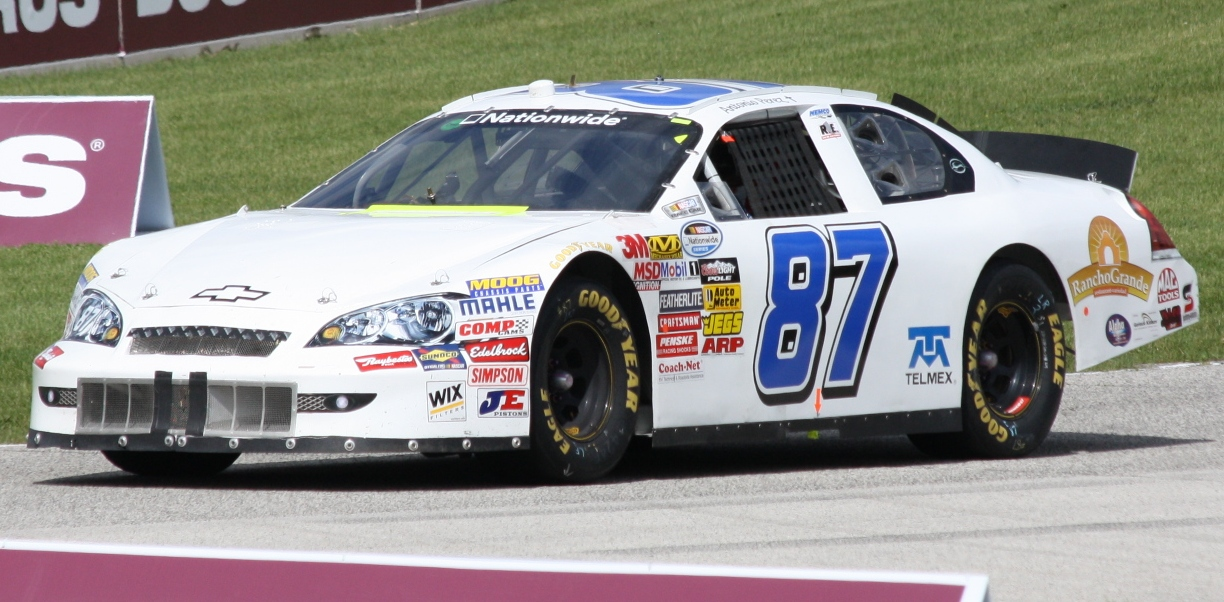
El cotxe número 87 de Pérez a Road America

## Vida personal
Fill de l'antic pilot i actual polític Antonio Pérez Garibay, el germà d'Antonio, Sergio, també és pilot de carreres i actualment competeix a la Fórmula 1.
| 2007 | Chivas Racing | 21 | Chevy    | GRE | ELK   | IOW | SBO   | STA   | NHA | TMP | NSH | ADI | LRP | MFD22  | NHA26 | DOV27 | 39è | 264 | [ 6 ] |
| 2008 | Chivas Racing | 12 | Esquivar | GRE | IOW   | SBO | GLN10 | NHA26 | TMP | NSH | ADI | LRP | MFD | NHA 28 | DOV   | STA   | 38è | 303 | [ 7 ] |
| 2009 | Chivas Racing | 12 | Esquivar | GRE | TRI19 | IOW | SBO   | GLN20 | NHA | TMP | ADI | LRP | NHA | DOV    |       |       | 41è | 209 | [ 8 ] |